# Basketball-Bundesliga 1970/71
Die Saison 1970/71 ist die fünfte Spielzeit der Basketball-Bundesliga. Die höchste Spielklasse im deutschen Vereinsbasketball der Herren, bis 1990 beschränkt auf das Gebiet Westdeutschlands ohne die DDR, wurde in zwei regionalen Gruppen Nord und Süd ausgetragen und ermittelte die acht Teilnehmer der Finalrunde um die deutsche Meisterschaft.

## Saisonnotizen
Absteiger der Vorsaison aus der höchsten Spielklasse waren der ATV Düsseldorf, die Neuköllner Sportfreunde und der USC Münster in der Gruppe Nord sowie der Heidelberger TV und der TV Kirchheimbolanden in der Gruppe Süd. Neu in der höchsten Spielklasse waren die BG Buer, der SV St. Georg von 1895 aus Hamburg und der SSC Göttingen, der als SSV Hellas bereits in der Premierensaison 1966/67 in der Basketball-Bundesliga gespielt hatte, in der Gruppe Nord sowie der 1. FC Bamberg und der EK 1847 Eppelheim in der Gruppe Süd. Die Hauptrunde wurde im Rundenturnier-Modus innerhalb der jeweiligen Regionalgruppen ausgetragen. In jener Spielzeit gingen auch unentschiedene Spielergebnisse in die Wertung ein.
Wegen der Verkleinerung der Regionalgruppen auf acht Mannschaften zur folgenden Spielzeit stiegen die letzten vier Mannschaften jeder Regionalgruppe ab. Die ersten vier Mannschaften der Regionalgruppen in der Hauptrunde qualifizierten sich für zwei Endrundengruppen, bei denen im Rundenturnier-Modus entsprechend der Platzierungen der Hauptrunde je zwei Mannschaften einer Regionalgruppe in einer Endrundengruppe spielten. Dabei trafen die „ungeradig“ platzierten Mannschaften auf die „geradig“ platzierten Mannschaften der anderen Regionalgruppe. Die beiden Gruppenersten der Finalrunde kamen ohne Halbfinale direkt ins Endspiel um die deutsche Meisterschaft. Als Neuerung wurde in einem kleinen Finale im Hin- und Rückspiel der Drittplatzierte ausgespielt. Ebenso wurde auch das Finale der Meisterschaft als Hin- und Rückspiel ausgetragen.
Der TuS 04 Leverkusen konnte erneut das Double aus Meisterschaft und Pokal gewinnen. Vizemeister wurde der USC München, der sich zuvor prominent verstärkt hatte und mit Trainer Lakfalvi und unter anderem Nationalspieler Holger Geschwindner Akteure verpflichtet hatte, die zusammen beim MTV 1846 Gießen mehrfach Deutscher Meister geworden waren. Im Duell der „Altmeister“ um den dritten Platz behielt der MTV Gießen die Oberhand über den USC Heidelberg.

## Endstände

### Hauptrunde
| #  | Mannschaft                | Punkte | Körbe     |
| -- | ------------------------- | ------ | --------- |
| 1  | TuS 04 Leverkusen (M, P)  | 33:30  | 1600:1053 |
| 2  | VfL Osnabrück             | 28:80  | 1530:1340 |
| 3  | SSV Hagen                 | 24:12  | 1446:1301 |
| 4  | MTV Wolfenbüttel          | 24:12  | 1400:1211 |
| 5  | ASV Köln                  | 23:13  | 1224:1216 |
| 6  | Berliner SV 1892          | 18:18  | 1255:1248 |
| 7  | BG Eurovia Buer (N)       | 14:22  | 1209:1337 |
| 8  | Oldenburger TB            | 06:30  | 1233:1530 |
| 9  | SSC Göttingen (N)         | 06:30  | 1193:1595 |
| 10 | SV St. Georg von 1895 (N) | 04:32  | 1164:1423 |

| #  | Mannschaft             | Punkte | Körbe     |
| -- | ---------------------- | ------ | --------- |
| 1  | USC München            | 30:60  | 1558:1220 |
| 2  | MTV 1846 Gießen        | 28:80  | 1618:1341 |
| 3  | USC Heidelberg         | 26:10  | 1490:1342 |
| 4  | FC Bayern München      | 22:14  | 1231:1226 |
| 5  | 1. FC 01 Bamberg (N)   | 20:16  | 1442:1399 |
| 6  | PSV Grünweiß Frankfurt | 18:18  | 1349:1283 |
| 7  | USC Mainz              | 16:20  | 1417:1388 |
| 8  | TSV 1860 München       | 14:22  | 1356:1464 |
| 9  | SC REI Koblenz         | 04:32  | 1167:1501 |
| 10 | TV Eppelheim (N)       | 02:34  | 1056:1520 |

| (M) Meister der Vorsaison____           | (N) Neuling (Aufsteiger)____ | (P) Pokalsieger der Vorsaison                         |
| Fett Für Zwischenrunde qualifiziert____ |  Absteiger____               |  Klassenerhalt nach Verzicht einer anderen Mannschaft |

### Zwischenrunde
| # | Mannschaft       | Siege | Remis | Nieder- lagen | Punkte | Körbe   |
| - | ---------------- | ----- | ----- | ------------- | ------ | ------- |
| 1 | USC München      | 5     | 0     | 1             | 10:2   | 521:444 |
| 2 | USC Heidelberg   | 5     | 0     | 1             | 10:2   | 530:469 |
| 3 | VfL Osnabrück    | 1     | 0     | 5             | 4:8    | 465:551 |
| 4 | MTV Wolfenbüttel | 1     | 0     | 5             | 2:10   | 465:517 |

| # | Mannschaft        | Siege | Remis | Nieder- lagen | Punkte | Körbe   |
| - | ----------------- | ----- | ----- | ------------- | ------ | ------- |
| 1 | TuS 04 Leverkusen | 6     | 0     | 0             | 12:0   | 428:349 |
| 2 | MTV 1846 Gießen   | 4     | 0     | 2             | 8:4    | 445:441 |
| 3 | SSV Hagen         |       |       |               | 4:8    | 419:427 |
| 4 | FC Bayern München |       |       |               | 2:10   | 392:467 |

 Finalteilnehmer
_____ Teilnehmer des Spiels um den dritten Platz

### Endspiele
|  | Spiele um den dritten Platz |                 |    |    |     |
|  |                             |                 |    |    |     |
|  | A 2                         | USC Heidelberg  | 92 | 91 | 183 |
|  | B 2                         | MTV 1846 Gießen | 99 | 96 | 195 |
|  |                             |                 |    |    |     |

|  | Finale |                   |    |    |     |
|  |        |                   |    |    |     |
|  | A 1    | USC München       | 85 | 51 | 136 |
|  | B 1    | TuS 04 Leverkusen | 78 | 80 | 158 |
|  |        |                   |    |    |     |

## Meistermannschaft
| Spieler | Spieler     | Spieler           | Spieler    | Spieler | Spieler | Spieler           |
| Nr.     | Nat.        | Name              | Geburt     | Größe   | Info    | Letzter Verein    |
| ------- | ----------- | ----------------- | ---------- | ------- | ------- | ----------------- |
|         |             | Guards (PG, SG)   |            |         |         |                   |
|         | Deutschland | Dieter Kuprella   | 05.02.1946 | 184     | A-Nat   | ASC Gelsenkirchen |
|         | Deutschland | Jochen Pollex     | 06.06.1947 | 186     | A-Nat   | SSV Hagen         |
|         | Deutschland | Achim Kuczmann    | 10.02.1954 | 180     |         | eigene Jugend     |
|         |             | Center (C)        |            |         |         |                   |
|         | Deutschland | Norbert Thimm     | 21.08.1949 | 205     | A-Nat   | SSV Hagen         |
|         |             |                   |            | weitere |         |                   |
|         | Deutschland | Largo Wandel      |            |         |         |                   |
|         | Deutschland | Wolfgang Bunse    |            |         |         |                   |
|         | Deutschland | Klaus Greulich    |            |         |         |                   |
|         | Deutschland | Wilhelm Angermann |            |         |         |                   |
|         | Deutschland | Wolfgang Schmidt  |            |         |         |                   |
|         | Deutschland | Cuellar           |            |         |         |                   |
|         | Deutschland | Starke            |            |         |         |                   |
|         | Deutschland | Lange             |            |         |         |                   |
|         | Deutschland | Achim Reiter      |            |         |         |                   |

| Trainer     | Trainer         | Trainer  |
| Nat.        | Name            | Position |
| ----------- | --------------- | -------- |
| Deutschland | Günter Hagedorn |          |

| Legende | Legende         |
| Abk.    | Bedeutung       |
| ------- | --------------- |
| A-Nat   | Nationalspieler |

| Legende | Legende         |
| Abk.    | Bedeutung       |
| ------- | --------------- |
| A-Nat   | Nationalspieler |